# Ruy Blas (Mendelssohn)
Pour les articles homonymes, voir Ruy Blas (homonymie) et Blas.
Ruy Blas (op. 95, MWV M 11) est une ouverture en do mineur composée par Felix Mendelssohn en 1839 pour la pièce éponyme de Victor Hugo (1838).
Mendelssohn, qui détestait le drame hugolien, compose l'ouverture en trois jours à la demande de l'Altes Theater de Leipzig. La création de la musique de scène a lieu le 11 mars 1839 lors de la première de la pièce dans la ville allemande. Elle est jouée comme pièce de concert indépendante dix jours plus tard au Gewandhaus sous la baguette du compositeur.
L'exécution de l'œuvre dure 8 minutes. 

## Création
L'ouverture a été composée en 1839 à la demande de l'Altes Theater de Leipzig avec une romance (op. 77 n° 3, un duo pour deux voix de femmes) comme musique de scène pour la pièce. Mendelssohn en raconte la naissance dans une lettre à sa mère :

« Veux-tu savoir comment a été créée l'Ouverture de Ruy Blas ? C’est assez amusant. Six à huit semaines auparavant m’est parvenue une requête : la Caisse de retraite du théâtre (un établissement de bienfaisance très recommandable) voulait faire jouer Ruy Blas et elle me demandait de composer une Ouverture ainsi que la romance qui introduirait la pièce, parce qu'on escomptait une meilleure recette si mon nom figurait sur le titre. J'ai lu la pièce dont la nullité est au-dessous de l'imaginable, et répondu à mes solliciteurs que je n’avais pas le temps pour l'ouverture et me suis contenté de la romance. Le lundi (c'est-à-dire il y a huit jours) devait avoir lieu la représentation, et voilà que le mardi précédent, ils sont venus prodiguer leurs remerciements pour la romance et bien regretté que je n’eusse pas écrit d’Ouverture; mais ils comprenaient très bien qu'il fallait du temps pour un tel travail, et que, s’ils osaient, ils me la redemanderaient l'année prochaine. Me voilà bien embêté – le soir j'ai repensé à ce problème et ai commencé ma partition - mercredi toute la matinée a été consacrée à une répétition. Concert jeudi, mais, malgré tout, vendredi matin l’Ouverture était chez le copiste, et le lundi elle a été répétée trois fois dans la salle de concert puis une fois au théâtre ; jouée le soir pour cette pièce ignoble elle m’a fait un si grand plaisir qu'aucune de mes pièces ne m'en refera un tel de sitôt. Au prochain concert nous recommencerons à la demande ; mais je ne l'appellerai pas tout de même Ouverture pour Ruy Blas, mais Ouverture pour la Caisse de retraite du théâtre. »

Ainsi l'ouverture a été composée en exactement trois jours du fait que Mendelssohn s'était vu piqué dans son ambition en tant que compositeur. La première eut lieu le 11 mars 1839 lors de la première à Leipzig de la pièce de Victor Hugo. En tant que pièce de concert indépendante, elle a été exécutée pour la première fois dix jours plus tard au Gewandhaus de Leipzig sous la direction du compositeur.

## Orchestration
| Orchestration de Ruy Blas                                             |
| Cordes                                                                |
| Premiers violons, seconds violons, altos, violoncelles, contrebasses, |
| Bois                                                                  |
| 2 flûtes, 2 hautbois 2 clarinettes, 2 bassons                         |
| Cuivres                                                               |
| 4 cors, 2 trompettes, 3 trombones                                     |
| Percussions                                                           |
| Timbales                                                              |

## Utilisation dans d'autres œuvres
- Des arbres et des fleurs (1932), dessin-animé produit par Walt Disney, utilise un extrait.